# Parlamentsvalget i Portugal 1851
Parlamentsvalget i Portugal 1851 blev afholdt den 2. og 16. november 1851.

## Partier
- Cartistas
- Regeneradores históricos

## Resultater
| Parti                            | Stemmer | %   | Mandater |
| -------------------------------- | ------- | --- | -------- |
| Regeneradores históricos         |         | 78  |          |
| Cartistas                        |         | 22  | 34       |
| Total                            |         | 100 | 159      |
| Noter: Tabellen er ufuldstændig. |         |     |          |
| Kilde:                           |         |     |          |